# عواصم
تُعرف  العواصم (تعني الجبهة أو التحصينات، ومفردها العاصمة وتعني الحامية) على أنها الجهة ذات الحكم الإسلامي في المنطقة الحدودية بين الإمبراطورية البيزنطية وأراضي الخلافة الأموية والعباسية في قيليقية وشمال بلاد الشام  وبلاد ما بين النهرين العليا. تأسست العواصم في أوائل القرن الثامن بمجرد انتهاء المرحلة الأولى من الفتوحات الاسلامية، وامتد وجودها حتى منتصف القرن العاشر عندما تم اجتياحها من قبل المد البيزنطي، وتضم الجبهات الدفاعية الأمامية المكونة من سلسلة من المعاقل المحصنة والتي تعرف باسم الثغور (مفردها ثغر وتعني الفتحة أو الشق)، بالإضافة إلى المناطق الخلفية أو الداخلية للمنطقة الحدودية، وكان يقابل الجبهات الدفاعية الأمامية الإسلامية على الجانب البيزنطي الممرات الجلبية الضيقة وحرس الحدود.
تم استخدام مصطلح «ثغر» في الجبهات الدفاعية في الأندلس وبلاد ما وراء النهر، وبقي هذا المسمى محفوظًا في السجلات التاريخية حتى قام المماليك في مصر بإعادة إحيائه في القرن الرابع عشر عندما فرضوا سيطرتهم على المناطق التي تحوي العواصم والثغور في شمال بلاد الشام وشمال المنطقة الفراتية.